# Opinión
Según el diccionario de la Real Academia de la Lengua una opinión es un «juicio o valoración que se forma una persona respecto de algo o de alguien».
Etimológicamente opinión (doxa) viene del griego δόξα.
Una opinión dada puede tratar de cuestiones subjetivas en las que no hay ningún hallazgo concluyente, o puede tratar de hechos que se intentan refutar mediante la falacia lógica de que uno tiene derecho a sus opiniones .
La distinción entre hechos y opiniones es que los hechos son verificables, es decir, se puede llegar a un consenso entre expertos. Un ejemplo sería: "Estados Unidos de América participó en la guerra de Vietnam " frente a "Estados Unidos de América hizo bien en participar en la guerra de Vietnam". Una opinión puede estar respaldada por hechos y principios, en cuyo caso se convierte en un argumento.
Diferentes personas pueden llegar a conclusiones (opiniones) opuestas incluso si están de acuerdo sobre los mismos hechos. Las opiniones rara vez cambian sin que se presenten nuevos argumentos. Se puede razonar que una opinión está mejor respaldada por los hechos que otra, analizando los argumentos que la respaldan. 
En el uso informal, el término opinión puede ser el resultado de la perspectiva, la comprensión, los sentimientos, las creencias y los deseos particulares de una persona .
Aunque no sean un hecho irrefutable, las opiniones colectivas o profesionales se definen como aquellas que cumplen un estándar más alto para fundamentar la opinión.

## La opinión en filosofía
En el famoso texto sobre la analogía de la línea de La República Platón afirma que la opinión, o doxa, engloba dos tipos de conocimiento: la creencia y la ilusión. En ambos casos, nuestras opiniones pueden estar influidas por nuestro entorno social, nuestro carácter emocional y nuestros prejuicios. En la «alegoría de la caverna» en esa obra de Platón, la opinión está representada por las sombras proyectadas al fondo de la caverna que mantienen a los esclavos en su «prisión». De nuevo para Platón, la opinión se opone a la ciencia, es decir, al conocimiento hipotético o anhipotético.
Así pues, la opinión (individual) no puede considerarse basada en nada lo bastante sólido como para constituir un conocimiento: se basa en un juicio que el individuo emite sin preocuparse necesariamente de fundamentarlo. Según René Descartes, para adquirir un conocimiento suficiente que pueda calificarse de conocimiento, el individuo debe (como explica en sus Meditaciones metafísicas y en su Discurso del método) cuestionar lo que cree saber y, en cierto modo, reconstruir conscientemente su conocimiento examinando cada una de sus partes.

## Clasificación de opiniones según quién la expresa
1. Opinión personal: es un criterio individual de un tema determinado, la cual puede que no tenga un argumento específico. En el lenguaje coloquial, en la psicología social y en algunas otras ciencias, se entiende por opinión la actitud de una persona hacia un objeto determinado que está influida por su interés directo, valores individuales, gustos y/o sentimientos. Expresiones y frases como « libertad de opinión », « intercambio de opiniones », «expresar una opinión» y «decirle a alguien tu opinión» dejan claro que las declaraciones individuales también pueden describirse como «opinión» en el mismo sentido.
2. Opinión pública: las opiniones personales pueden convertirse en opinión pública cuando se discuten públicamente en una sociedad y se consideran dominantes y representativas. Existen interacciones diversas y complejas entre la opinión personal, por un lado, y la opinión pública, por el otro, y la sociología, la ciencia política, la administración de empresas, los estudios literarios y de los medios de comunicación y el folclore se ocupan de describir estas interacciones.

La opinión pública es la manifestación del punto de vista de la mayoría de una población sobre un tema que les afectaa, como puede ser aspectos de la economía, la cultura o la política. En este caso, las redes sociales, pueden tener un papel importante para conocer y difundir otros puntos de vista facilitando la libertad de opinión.
Todas las opiniones son válidas y deben ser respetadas incluso cuando no se está de acuerdo con ellas. Esto no quiere decir que no se puede discutir al respecto, en cambio se puede argumentar con otra opinión. Una opinión se basa en las premisas, sin éstas se convierte en una creencia sin razonamiento y por ende indiscutible.

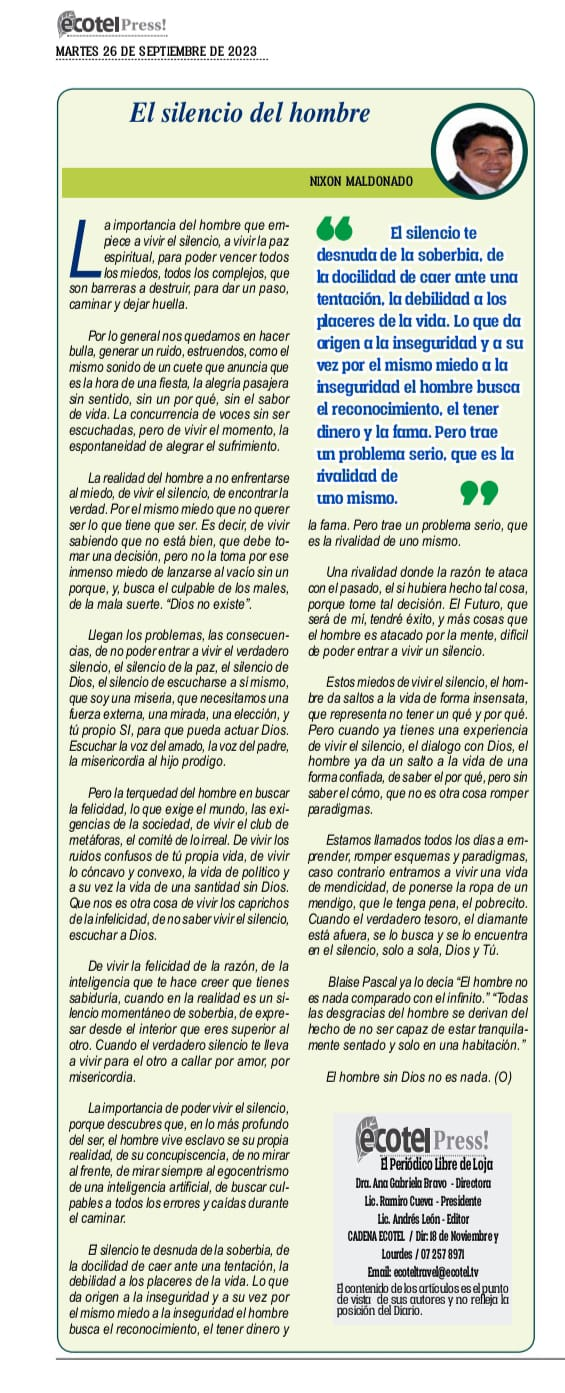
Una opinión.

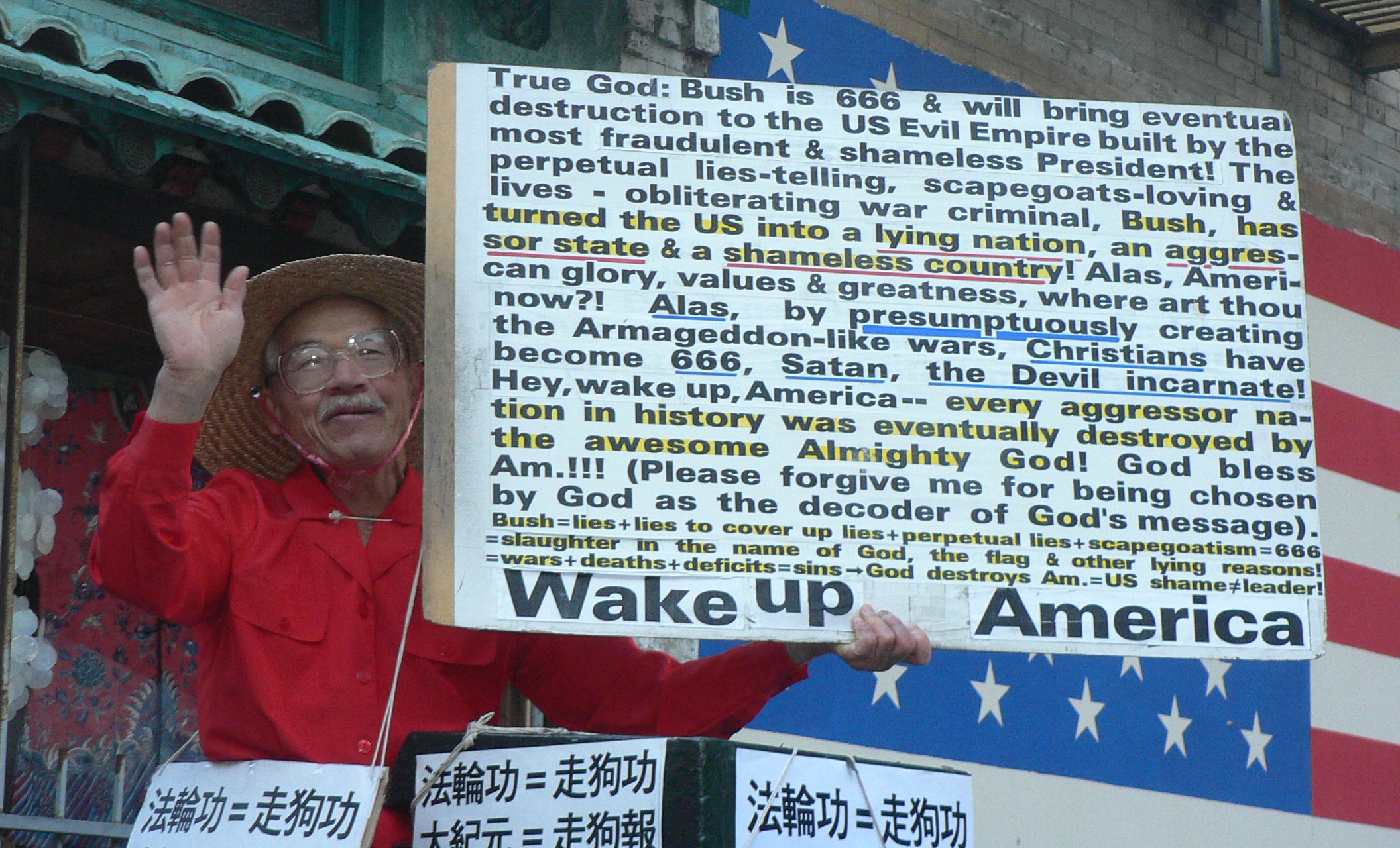
Una opinión. En este caso la opinión es la expresada por un habitante de Chinatown en San Francisco, California, EE. UU., que muestra una pancarta con un largo texto. El texto de la pancarta exhibida empieza con: «Dios verdadero, Bush es 666 y traerá la destrucción final del Imperio del Diablo de EE.UU. construido por el más fraudulento y sinvergüenza presidente!...».

## Cambiar la opinión pública
En los años veinte del siglo XX, Edward Bernays publicó su libro Propaganda (1928) en el que esbozaba técnicas para manipular la opinión pública en un sistema democrático.
Un estudio de Janis y King (1954), repetido varias veces posteriormente, demostró que la técnica del juego de rol puede ser un factor para cambiar la opinión sobre un tema. Si un sujeto defiende sincera y activamente un tema que ha preparado, es más probable que cambie su opinión sobre ese tema.

## Tipos

### Opinión científica
La «opinión científica» puede reflejar opiniones sobre inquietudes científicas expresadas por uno o más científicos, publicadas en revistas académicas o libros de texto respetados, los cuales implican una revisión por pares y una edición profesional rigurosa. También puede referirse a opiniones publicadas por organizaciones profesionales, académicas o gubernamentales sobre hallazgos científicos y sus posibles implicaciones.
Un término relacionado, pero no idéntico, el consenso científico, es la opinión predominante sobre un tema científico dentro de la comunidad científica, como la opinión científica sobre el cambio climático.
Las opiniones científicas pueden ser «parciales, temporalmente contingentes, conflictivas e inciertas», por lo que puede que no haya consenso aceptado para una situación particular. En otras circunstancias, una opinión científica particular puede estar en desacuerdo con el consenso.
La alfabetización científica, también llamada comprensión pública de la ciencia, es un objetivo educativo que se ocupa de proporcionar al público las herramientas necesarias para beneficiarse de la opinión científica.

### Opinión legal
Una «opinión legal» u «opinión final» está generalmente contenida en una carta formal de opinión legal, entregada por un abogado a un cliente o un tercero. La mayoría de las opiniones legales se dan en relación con transacciones comerciales. La opinión expresa el juicio profesional del abogado con respecto al aspecto legal de la transacción. La opinión puede ser "limpia" o "razonada". Una opinión legal no es garantía de que un tribunal llegue a un resultado en particular. Sin embargo, una opinión legal incorrecta o incompleta puede ser motivo de una demanda por negligencia profesional contra el abogado.

### Opinión judicial
Una «opinión judicial» u «opinión del tribunal» es una opinión de un juez o grupo de jueces que acompaña y explica una orden o fallo en una controversia ante el tribunal. Una opinión judicial generalmente establece los hechos que el tribunal reconoció como establecidos, los principios legales por los que el tribunal está obligado y la aplicación de los principios pertinentes a los hechos reconocidos. El objetivo es demostrar el fundamento que utilizó el tribunal para tomar su decisión. Los jueces en los Estados Unidos generalmente deben proporcionar una base bien razonada para sus decisiones y el contenido de sus opiniones judiciales puede contener los motivos para apelar y revocar su decisión por un tribunal superior.y precedente.

### Opinión editorial
Una «opinión editorial» es la evaluación de un tema por parte de un periódico tal como se transmite en su página editorial.

### Opinión razonada y opinión motivada en la Unión Europea
Como segundo paso del procedimiento de infracción en la Unión Europea, la Comisión europea emite una "opinión motivada" cuando se preocupa de que un Estado miembro no haya implementado una Directiva ni ninguna otra ley de la UE. El dictamen motivado constituye una solicitud formal al Estado interesado para que se ejecute la acción a tomar, normalmente en un plazo de dos meses. También según la legislación de la UE, un Estado miembro puede emitir un "opinión razonada" en relación con la propuesta de legislación de la UE, si el Estado miembro está preocupado por que la propuesta infrinja el principio de subsidiariedad de la UE. El artículo 6, Protocolo 2 del Tratado de Lisboa (2007, entrado en vigor el 1 de diciembre de 2009) permite a los Estados miembros emitir una opinión razonada en un plazo de 8 semanas desde la notificación oficial del proyecto de legislación.

## Informe pericial
Un informe pericial, también llamado informe de expertos, es un estudio escrito por una o varias autoridades en el que se exponen conclusiones y se ofrecen opiniones.
En derecho, los informes periciales son generados por peritos que ofrecen sus opiniones sobre puntos de controversia en un caso legal y suelen estar patrocinados por una u otra parte en un litigio con el fin de apoyar las pretensiones de esa parte. Los informes exponen hechos, discuten detalles, explican razonamientos y justifican las conclusiones y opiniones de los expertos.
En medicina, un informe pericial es una valoración crítica de un tema médico, por ejemplo, una evaluación independiente de la relación coste-beneficio de un determinado tratamiento médico.

## Doxa en sociología
Doxa en sociología describe un concepto del sociólogo francés Pierre Bourdieu. Doxa se refiere a todas las creencias y opiniones que una sociedad acepta sin cuestionamientos como reales o verdaderas. Estas creencias no se cuestionan en una sociedad o ámbito, sino que se dan por sentadas o son obvias. En esencia, la doxa se refiere a una serie de supuestos sobre la realidad y verdades evidentes en una sociedad que no son criticadas, debatidas ni cuestionadas.
Cada sociedad tiene su propia doxa. Las sociedades difieren en términos de los supuestos y construcciones de la realidad que dan por sentados o como reales. Para Bourdieu, la doxa es ante todo un producto histórico y social.
Bourdieu utiliza a menudo el término doxa en el contexto de la ortodoxia y la heterodoxia. Como modelo, los tres conceptos dividen todas las creencias sociales y construcciones de la realidad en tres categorías: lo controvertido (heterodoxia), la opinión mayoritaria (ortodoxia) y lo evidente (doxa).
Bourdieu define la heterodoxia como todas las opiniones, ideas y afirmaciones que son objeto de acalorados debates y controversias en una sociedad. Los contenidos heterodoxos se discuten periódicamente y existe un debate animado sobre ellos. No existe una opinión general o consenso porque las opiniones y creencias son muy diversas.
Bourdieu, por otro lado, entiende la ortodoxia como creencias y suposiciones colectivas sobre la realidad que son compartidas por la gran mayoría de la sociedad. El contenido ortodoxo sólo es cuestionado o atacado ocasionalmente. Las opiniones mayoritarias, las realidades colectivas y el pensamiento consensuado caen en el ámbito de la ortodoxia.
La heterodoxia y la ortodoxia tienen en común que deben estabilizarse lingüísticamente regularmente. A través de la comunicación los contenidos se producen continuamente de nuevo y por tanto se estabilizan.
Por doxa, Bourdieu se refiere a todas las creencias, clasificaciones y suposiciones que se perciben como evidentes. Además, las personas de una sociedad son más o menos conscientes de lo que se considera una opinión colectiva o un tema controvertido. Sin embargo, ambos puntos no se aplican a la doxa: según Bourdieu, las creencias dóxicas sobre la realidad no son conscientes por parte de las personas ni se estabilizan regularmente a través del lenguaje. Las personas las perciben como evidentes, naturales o incontestables. Por lo tanto, las creencias dóxicas casi nunca se cuestionan críticamente en las sociedades y evaden el discurso y el debate públicos.

Paradójicamente, nada es más dogmático que una doxa, ese conjunto de creencias fundamentales que ni siquiera necesitan ser afirmadas en forma de un dogma explícito y autoconsciente.”

Sin embargo, el cambio social es un elemento central de toda sociedad. Según Bourdieu, lo que se percibe como ortodoxo, heterodoxo o dóxico cambia inevitablemente a lo largo de largos períodos de tiempo. De hecho, incluso el contenido dóxico puede ser debatido y atacado, especialmente en tiempos de crisis y agitación. La doxa de una sociedad no está, pues, escrita en piedra. Por el contrario, opiniones que antes se consideraban controvertidas en una sociedad pueden darse por sentadas más adelante.